# L'image manquante
L'image manquante, doblada en España con el título de La imagen perdida y en Hispanoamérica con el de La imagen ausente, es una película documental del 2013 camboyana-francesa dirigida por Rithy Panh acerca de los jemeres rojos. Se proyectó en el Festival de Cannes 2013 en la sección Un Certain Regard donde resultó ganadora.

## Sinopsis
Desde hace años, busco una imagen: una fotografía tomada entre 1975 y 1979 en Camboya por los Jemeres Rojos. Una sola imagen no sirve como prueba de un genocidio, pero invita a la reflexión, permite reconstruir la historia. La he buscado en vano en los archivos y por todas partes. Ahora he llegado a la conclusión de que esa imagen debe faltar. Lo que ahora propongo no es una imagen, o la búsqueda de una imagen, sino más bien la imagen de una búsqueda: la búsqueda que permite el cine. Ciertas imágenes deben seguir faltando por siempre, y deben ser reemplazadas por otras: en este movimiento esta la vida, el combate, la pena y la belleza, la tristeza y los rostros perdidos, la comprensión de lo que fue, a veces la nobleza e incluso la valentía, pero nunca el olvido.

## Reparto
- Randal Douc  como el narrador (Versión original).
- Jean-Baptiste Phou como el narrador (Versión en inglés).[5][6]

## Crítica
La película fue bien recibida por la crítica Neil Young de The Hollywood Reporter dice "Una mirada sobria, pero al fin y al cabo insensible, al infierno de Camboya durante la década de los setenta". En IMDb tiene 7,4/10. Mientras que en Rotten Tomatoes tiene 99%/100% por parte de los críticos, por otro lado tiene 77%/100% de la audiencia.
La manera en como se fue contando ese acontecimiento fue original al utilizar figuras de arcilla hechas a mano, hizo que la historia fuese interesante y original.

## Premios y nominaciones
| Premio                                 | Categoría                                | Destinatario                   | Resultado |
| -------------------------------------- | ---------------------------------------- | ------------------------------ | --------- |
| 86° Premios Óscar                      | Mejor película extranjera                | Rithy Panh                     | Nominado  |
| Festival de Cannes 2013                | Un Certain Regard                        | Rithy Panh                     | Ganador   |
| Cinemanila International Film Festival | Gran premio del Jurado                   | Rithy Panh                     | Ganador   |
| Premios del Cine Europeo 2013          | Mejor documental                         | Rithy Panh y Catherine Dussart | Nominados |
| Ghent International Film Festival      | Mención especial                         | Rithy Panh                     | Ganador   |
| Ghent International Film Festival      | Grand Prix                               | Rithy Panh                     | Nominado  |
| Istanbul International Film Festival   |                                          | Rithy Panh                     | Ganador   |
| Jerusalem Film Festival                | En espíritu de libertad Mejor documental | Rithy Panh                     | Ganador   |
| London Film Festival                   | Premio Grierson                          | Rithy Panh                     | Nominado  |
| Premios César de 2016                  | Mejor documental                         | Rithy Panh y Catherine Dussart | Nominado  |
| Premios Lumières de 2016               | Mejor documental                         | Rithy Panh y Catherine Dussart | Nominado  |